# Liste des gouverneurs de l'Indochine française

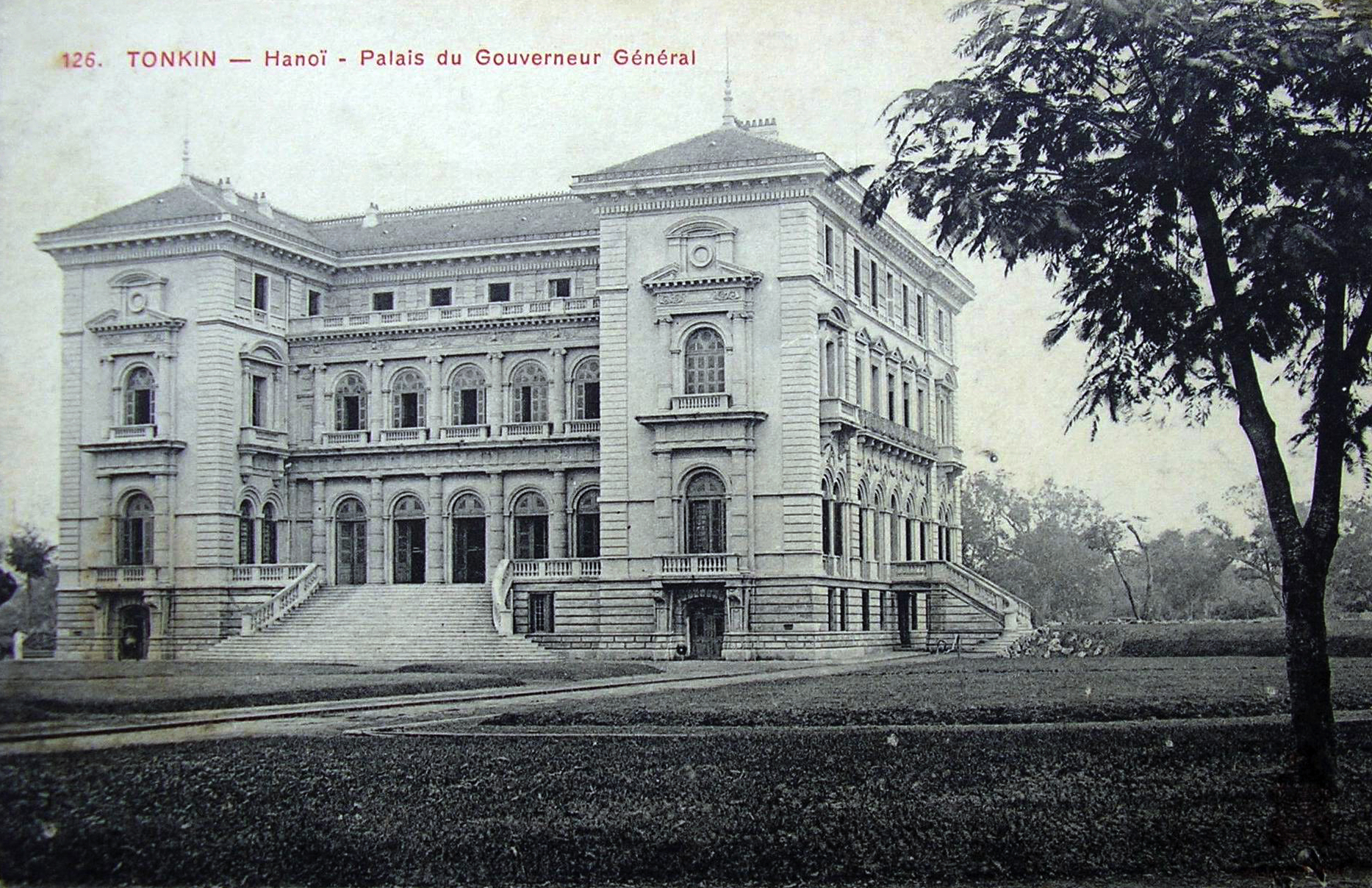
Résidence du gouverneur général à Hanoï (Tonkin)

Le pouvoir de la France en Indochine française est d'abord exercé par des amiraux, durant les premières années de la colonisation de la Cochinchine (1858-1879) : on parle alors de « gouvernement des amiraux ». En 1887, l'Union indochinoise est officiellement créée, sous l'autorité d'un gouvernement général chapeautant l'ensemble des services administratifs français en Indochine. 
Le Gouverneur général de l'Indochine française centralise sous son autorité plusieurs territoires aux statuts différents. Il a pour subordonnés le gouverneur de la colonie de Cochinchine, ainsi que les résidents supérieurs des protectorats d'Annam, du Tonkin, du Cambodge et du Laos, et l'administrateur en chef de la concession chinoise de Kouang-Tchéou-Wan. 
Après la Seconde Guerre mondiale, dans le contexte de la recomposition de l'Indochine française, le gouverneur général est remplacé par un Haut-commissaire chargé de représenter la France auprès des gouvernements des trois États associés : les royaumes du Laos et du Cambodge, et à partir de 1949 l'État du Viêt Nam qui réunit l'Annam, le Tonkin et la Cochinchine.

## Commandants en chef et gouverneurs de la Cochinchine (jusqu'à l'organisation de l'Union indochinoise en 1887)
| Commandants en chef, commandants et gouverneurs de la Cochinchine | Commandants en chef, commandants et gouverneurs de la Cochinchine |
| Nom                                                               | Année                                                             |
| ----------------------------------------------------------------- | ----------------------------------------------------------------- |
| vice-amiral Charles Rigault de Genouilly                          | 1er septembre 1858 – 1er novembre 1859                            |
| Jean Bernard Jauréguiberry                                        | mars 1859 - 1er avril 1860                                        |
| contre-amiral Théogène François Page                              | 12 mars 1859 – 1er novembre 1859-mars 1860                        |
| capitaine de vaisseau Daries                                      | 1er avril 1860 – 7 février 1861                                   |
| vice-amiral Léonard Victor Charner                                | mars 1859 - 1er avril 1860                                        |
| contre-amiral Louis Adolphe Bonard                                | 30 novembre 1861 -1er mai 1863                                    |
| contre-amiral de La Grandière                                     | 1er mai 1863 – 31 mars 1865                                       |
| contre-amiral Roze                                                | 1er avril 1865 – 30 octobre 1865                                  |
| contre-amiral de la Grandière                                     | 28 novembre 1865 – 4 avril 1868                                   |
| contre-amiral Ohier                                               | 5 avril 1868 – 11 décembre 1869                                   |
| général Fabon                                                     | 11 décembre 1869 – 8 janvier 1870                                 |
| contre-amiral Cornulier-Lucinière                                 | 8 janvier 1870 – 1er avril 1871                                   |
| contre-amiral Dupré                                               | 1er avril 1871 – 4 mars 1872                                      |
| général d'Arbaud                                                  | 4 mars 1872 – 16 décembre 1872                                    |
| contre-amiral Dupré                                               | 4 avril 1872 – 16 mars 1874                                       |
| contre-amiral Krantz                                              | 16 mars 1874 – 30 septembre 1874                                  |
| contre-amiral Duperré                                             | 30 septembre 1874 – 30 janvier 1876                               |
| général Bossant                                                   | 1er février 1876 – 16 juillet 1876                                |
| contre-amiral Duperré                                             | 7 juillet 1876 – 16 octobre 1877                                  |
| contre-amiral Lafont                                              | 16 octobre 1877 – 7 juillet 1879                                  |
| Charles Le Myre de Vilers                                         | 7 juillet 1879 – 4 mars 1881                                      |
| général Edgard de Trentinian                                      | 4 mars 1881 – 31 octobre 1881                                     |
| Charles Le Myre de Vilers                                         | 1er novembre 1881 – 12 janvier 1883                               |
| Charles Thomson                                                   | 12 janvier 1883 – 27 juillet 1885                                 |
| général Bégin                                                     | 27 juillet 1885 – 19 juin 1886                                    |
| Filippini                                                         | 20 juin 1886 – 22 octobre 1887 décédé                             |
| Pardon                                                            | 23 octobre 1887 – 2 novembre 1887                                 |
| Georges Jules Piquet                                              | 3 novembre 1887 – 15 novembre 1887                                |

## Résidents généraux de l'Indochine française
| Liste des résidents généraux de l'Indochine française | Liste des résidents généraux de l'Indochine française |
| Nom                                                   | Année                                                 |
| ----------------------------------------------------- | ----------------------------------------------------- |
| Lemaire                                               | 1er octobre 1884 - 21 décembre 1884                   |
| général Roussel de Courcy                             | 31 mai 1885 - 26 janvier 1886                         |
| général Warnet                                        | 27 janvier 1886 – 7 avril 1886                        |
| Paul Bert                                             | 8 avril 1886 – 11 novembre 1886                       |
| Paulin Vial                                           | 12 novembre 1886 - 28 janvier 1887                    |
| Bihourd                                               | 29 janvier au 11 septembre 1887                       |
| Berger                                                | 11 septembre au 27 octobre 1887                       |
| Bihourd                                               | 27 octobre au 27 novembre 1887                        |
| Berger                                                | 17 novembre 1887 - 25 juin 1888                       |

## Gouverneurs généraux de l'Indochine française
| Liste des gouverneurs généraux de l'Indochine française            | Liste des gouverneurs généraux de l'Indochine française                          |
| Nom                                                                | Année                                                                            |
| ------------------------------------------------------------------ | -------------------------------------------------------------------------------- |
| Ernest Constans                                                    | 16 novembre 1887 - avril 1888                                                    |
| Étienne Richaud                                                    | 22 avril 1888-25 juin 1888                                                       |
| Parreau                                                            | 25 juin 1888 - 8 septembre 1888                                                  |
| Pierre-Paul Rheinart                                               | septembre 1888 - mai 1889                                                        |
| Étienne Richaud                                                    | 8 septembre 1888- mai 1889                                                       |
| Barreau                                                            | mai 1889- mai 1889                                                               |
| Georges Jules Piquet                                               | 31 mai 1889 - avril 1891                                                         |
| François Marie Léon Bideau (par intérim)                           | avril 1891 - juin 1891                                                           |
| Jean-Marie de Lanessan (radical)                                   | juin 1891 - 31 décembre 1894                                                     |
| Léon Jean Laurent Chavassieux (par intérim)                        | mars 1894 - octobre 1894                                                         |
| François Pierre Rodier (par intérim)                               | décembre 1894 - février 1895                                                     |
| Armand Rousseau (gauche républicaine)                              | février 1895 - 10 décembre 1896                                                  |
| Augustin Julien Fourès (par intérim)                               | 10 décembre 1896 - 13 février 1897                                               |
| Paul Doumer (radical)                                              | 13 février 1897 - 14 mars 1902                                                   |
| Édouard Alfred Marie Broni (par intérim)                           | 14 mars 1902 - 15 octobre 1902                                                   |
| Paul Beau (républicain laïc)                                       | 15 octobre 1902 - février 1907                                                   |
| Alphonse Bonhoure (par intérim)                                    | 18 février 1907 - septembre 1908                                                 |
| Antony Klobukowski (gendre de Paul Bert, républicain anticlérical) | septembre 1908 - janvier 1910                                                    |
| Albert Jean George Marie Louis Picquié (par intérim)               | janvier 1910 - février 1911                                                      |
| Paul Louis Luce                                                    | février 1911 - novembre 1911                                                     |
| Albert Sarraut (radical-socialiste)                                | novembre 1911 - décembre 1913 (techniquement titulaire jusqu'en 5 décembre 1914) |
| Joost van Vollenhoven (par intérim, puis titulaire)                | 25 décembre 1913 - 26 janvier 1915                                               |
| Ernest Nestor Roume                                                | 26 janvier 1915 - 26 avril 1916                                                  |
| Jean Eugène Charles (par intérim)                                  | 26 avril 1916 - 7 novembre 1916                                                  |
| Albert Sarraut (radical-socialiste)                                | 7 novembre 1916 - 1er mai 1919                                                   |
| Maurice Antoine François Montguillot (par intérim)                 | 1er mai 1919 - 10 décembre 1919                                                  |
| Maurice Long (radical-socialiste)                                  | 10 décembre 1919 - 15 janvier 1923                                               |
| Maurice Le Gallen (par intérim)                                    | 12 novembre 1920 - 12 avril 1922                                                 |
| François Marius Baudoin (par intérim)                              | avril 1922 - août 1922                                                           |
| Martial Henri Merlin                                               | août 1922 - avril 1925                                                           |
| Maurice Antoine François Montguillot                               | avril 1925 - novembre 1925                                                       |
| Alexandre Varenne                                                  | 18 novembre 1925 - janvier 1928                                                  |
| Maurice Antoine François Montguillot                               | janvier 1928 - août 1928                                                         |
| Pierre Pasquier                                                    | 22 août 1928 - 15 janvier 1934                                                   |
| Maurice Graffeuil (par intérim)                                    | 15 janvier 1934 - juillet 1934                                                   |
| René Robin                                                         | juillet 1934 - septembre 1936                                                    |
| Jules Brévié                                                       | septembre 1936 - 23 août 1939                                                    |
| Georges Catroux                                                    | 23 août 1939 - 25 juin 1940                                                      |
| Jean Decoux                                                        | 25 juin 1940 - 9 mars 1945                                                       |
| Yuichi Tsuchihashi                                                 | 9 mars 1945 - 28 août 1945                                                       |
| Takeshi Tsukamoto (suppléant de Tsuchihashi)                       | 9 mars 1945 - 15 août 1945                                                       |

## Hauts-commissaires de France en Indochine
Le 22 août 1945, la DGER fait parachuter deux équipes avec à leur tête un commissaire de la République chargé de représenter le GPRF : Pierre Messmer pour le Nord, Jean Cédile pour le Sud.
| Liste des hauts commissaires                           |                                    |
| Nom                                                    | Année                              |
| Jean Cédile (par intérim)                              | 23 septembre 1945 - 5 octobre 1945 |
| Général Philippe Leclerc de Hauteclocque (par intérim) | 5 octobre 1945 - 31 octobre 1945   |
| Amiral Georges Thierry d'Argenlieu                     | 31 octobre 1945 - 5 mars 1947      |
| Émile Bollaert                                         | 5 mars 1947 - 21 octobre 1948      |
| Léon Pignon                                            | 21 octobre 1948 - 17 décembre 1950 |
| Général de Lattre de Tassigny                          | 17 décembre 1950 - 11 janvier 1952 |
| Jean Letourneau                                        | 1er avril 1952 - 27 avril 1953     |

## Commissaires généraux en Indochine
| Liste des commissaires généraux |                                 |
| Nom                             | Durée du mandat                 |
| Jean Letourneau                 | 27 avril 1953 - 28 juillet 1953 |
| Maurice Dejean                  | 28 juillet 1953 - 10 avril 1954 |
| Paul Ély                        | 10 juin 1954 - avril 1955       |
| Henri Hoppenot                  | avril 1955 - 21 juillet 1956    |